# Holiday Beach
Holiday Beach è una comunità non incorporata degli Stati Uniti d'America, situata nella contea di Aransas dello Stato del Texas. Secondo il censimento effettuato nel 2010 i residenti della comunità ammontavano a 514.

## Geografia
Si trova sulla sponda orientale della Copano Bay lungo la State Highway 35 ad Aransas County, a circa 11 miglia (18 km) a nord-est di Rockport.

## Suddivisione
Holiday Beach è diviso in dodici sezioni, le seguenti: Bayview, Belaire, Hillcrest, Mesquite Tree, Newcomb Bend, Northview, Oak Shores, Palmetto Point, St. Charles, Sherwood Downs, Southview, and Woodland Hills.

## Istruzione
La pubblica istruzione della comunità è organizzata dalla Aransas County Independent School District.

## Società

### Evoluzione demografica

#### Censimento 2010
Secondo il censimento del 2000, c'erano 514 persone. La densità di popolazione era di 101,2 persone per chilometro quadrato. La composizione etnica della città era formata dal 92.8% di bianchi, lo 0,00% di afroamericani, lo 0,00% di nativi americani, lo 0.39% di asiatici, il 5.84% di altre razze, e lo 0.97% di due o più etnie. Ispanici o latinos di qualunque razza erano il 14.98% della popolazione.